# Hans Nagler
Hans Nagler ist ein ehemaliger deutscher Fußballspieler, der für den FC Bayern München aktiv war.

## Karriere
Nagler gehörte zur Saison 1947/48 dem FC Bayern München als Stürmer
an, für den er vier Punktspiele in der Oberliga Süd, der seinerzeit höchsten deutschen Spielklasse, bestritt. Sein Debüt gab er am 14. März 1948 (25. Spieltag) bei der 0:1-Niederlage im Auswärtsspiel gegen den VfL Neckarau. Sein zweites Punktspiel am 4. April 1948 (27. Spieltag) im Auswärtsspiel gegen den SV Waldhof Mannheim ging mit 1:2 ebenfalls verloren. Seine letzten beiden Punktspiele am 28. und 29. Spieltag endeten am 10. und 18. April 1948, beide im Stadion an der Grünwalder Straße, gegen die TSG Ulm 1846 und gegen den 1. FC Schweinfurt 05 torlos.